# Mittenothamnium saproadelphus
Mittenothamnium saproadelphus là một loài Rêu trong họ Hypnaceae. Loài này được (Broth.) Cardot mô tả khoa học đầu tiên năm 1913.